# Marion Center, Pennsylvania
Marion Center är en kommun av typen borough i Indiana County i Pennsylvania. Vid 2010 års folkräkning hade Marion Center 451 invånare.